# Reiner Hollmann
Reiner Hollmann (Walsum, 1949. szeptember 30. –) német labdarúgó, hátvéd, edző.

## Pályafutása
1970–1973 között a Rot-Weiß Oberhausen, 1973–1984 között az Eintracht Braunschweig labdarúgója volt.
Részt vett az 1972-es müncheni olimpián, ahol ötödik helyezést ért el a nyugatnémet válogatott csapattal.
Vezetőedzőként 1994-ben megnyerte a török bajnokságot a Galatasaray Istanbul csapatával. A kairói el-Ahlíval kétszer megnyerte az egyiptomi bajnokságot és a kupát az 1990-es évek közepén.